# ستيف سميث (عالم سياسة)
ستيف سميث (بالإنجليزية: Steve Smith)‏ هو عالم سياسة بريطاني، ولد في 4 فبراير 1952 في نورتش في المملكة المتحدة.